# Polistil

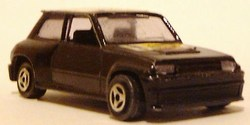
Renault 5 Turbo van KEES.

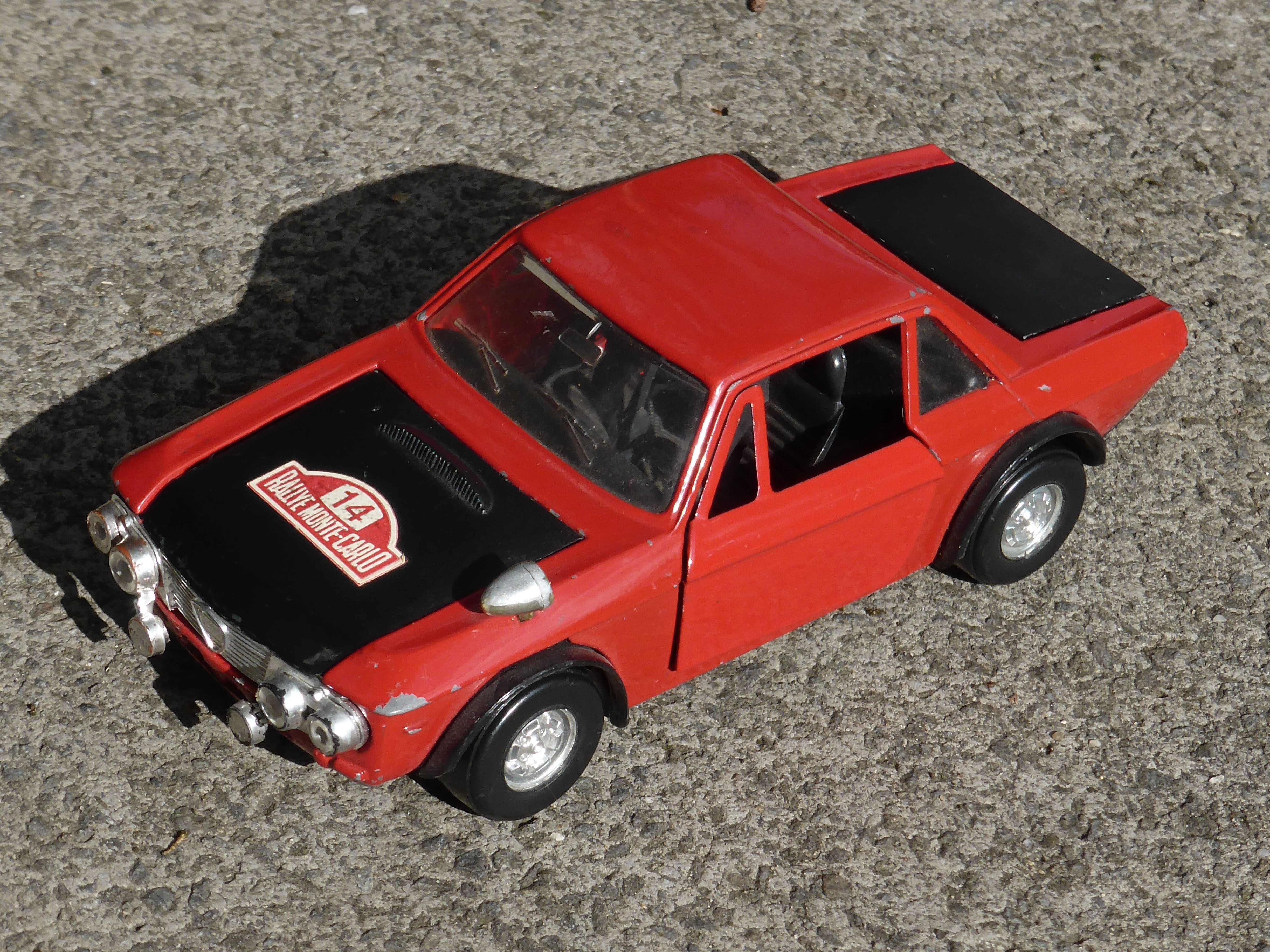
Polistil 1:25 model van een Lancia Fulvia 1600 HF

Polistil is een Italiaanse fabrikant van modelauto's.
Voortgekomen uit Politoys werd men gedwongen om de naam te laten vallen. Politoys was een van de pioniers in de grote schaal (1:16 in dit geval), toen men in 1976 met de productie van deze modellen begon.
Daarnaast maakte het 1:15 motorfietsen, 1:43 en 1:25 modelauto's. De jaren 80 werden overleefd door de productie te verplaatsen naar Hong Kong. Enkele modellen uit deze tijd werden later uitgegeven onder het merk KEES. In 1988 werd Polistil overgenomen door Tonka, bekend van de blikken auto's. De fusie creëerde Tonka-Polistil. Toch kon men niet opboksen tegen het machtig geworden Bburago. In 1989 werd het overgenomen. In 1992 werden Polistil auto's niet meer verkocht onder de naam Tonka, in 1994 stopte de verkoop algeheel.
Dit was nog niet het einde, want Bburago blies het (korststondig) nieuw leven in, met een serie 1:64 auto's. Alle modellen werden onder licentie van RealToy gemaakt, op één uitzondering na, de Alfa Romeo 156.
Toen eind 2005 Bburago failliet ging (en vrijwel direct overgenomen werd door Maisto), werd de toekomst van Polistil wel erg bleek.

## Penny Toys
Eind jaren 60 introduceerde het, zoals andere fabrikanten, naast hun 1:43 schaalmodellen ook een lijn met "speelgoedauto's" in de schaal 1:66. Polistil deed dat aanvankelijk onder de naam Penny Toys.